# Bookie
Production
Diffusion
Bookie est une série télévisée américaine comique créée par Chuck Lorre et diffusée à partir du 30 novembre 2023 sur Max.
En France, la série est également disponible sur Max depuis le 11 juin 2024, jour du lancement national de la plateforme.

## Synopsis
Danny est un bookmaker de Los Angeles. Son style “à l’ancienne” est cependant menacé par une future nouvelle législation sur la légalisation des paris sportifs. Danny doit par ailleurs gérer une vie de famille complexe ainsi que des clients souvent imprévisibles.

## Distribution

### Acteurs principaux
- Sebastian Maniscalco (en) (VF : Lionel Tua) : Danny
- Omar J. Dorsey (VF : Frantz Confiac) : Ray
- Andrea Anders (VF : Rafaèle Moutier) : Sandra
- Vanessa Ferlito (VF : Géraldine Asselin) : Lorraine
- Jorge Garcia (VF : Jérôme Pauwels) : Hector
- Maxim Swinton (VF : Sauvane Delanoë) : Anthony

### Acteurs récurrents
- Arnetia Walker (en) (VF : Maïk Darah) : Grand-mère
- Toby Huss (VF : Arnaud Arbessier) : Carl
- Rob Corddry (VF : Olivier Chauvel) : Walt Dinty
- Bob Clendenin (en) (VF : Christophe Seugnet) : Gregory

### Invités
- Charlie Sheen (VF : Serge Faliu) : lui-même
- C. S. Lee : Jack Han
- Danny Woodburn : Petey
- Brent Jennings (VF : Thierry Desroses) : John Franklin
- DJ Qualls (VF : Vincent de Boüard) : Alan
- Dale Dickey : la mère de Sandra
- Laraine Newman : Eileen
- Michael McMillian (VF : David Dos Santos) : Stewey Malenkovich
- Roma Maffia (VF : Virginie Ledieu) : Nancy
- Wayne Knight (VF : Michel Mella) : Cowboy
- Eugene Byrd : lui-même

 Source et légende : version française (VF) sur RS Doublage

## Production
En octobre 2022, il est annoncé que HBO Max a commandé huit épisodes d'une nouvelle série créée par Chuck Lorre. Sebastian Maniscalco est ensuite annoncé dans le rôle principal,.
En novembre 2022, Omar J. Dorsey, Andrea Anders, Vanessa Ferlito et Jorge Garcia sont annoncés dans des rôles principaux. Le mois suivant, c'est Maxim Swinton qui rejoint la distribution. En avril 2023, Charlie Sheen est annoncé dans un rôle récurrent. Il retrouve ainsi Chuck Lorre plusieurs années après son éviction très médiatisée de la série Mon oncle Charlie.
Le tournage débute en mars 2023.
Le 5 janvier 2024, la série est renouvelée pour une deuxième saison.

## Épisodes

### Première saison (2023)
1. Always Smell the Money
2. Making Lemonade
3. Trust Your Sphincter
4. Some Whales Nix the Vig
5. Beware the Family Jewels
6. Nepo Bookies
7. The Super Bowl: God's Gift to Bookies
8. A Square Job in a Round Hole

### Deuxième saison (2024)
Elle est prévue pour 2024.